# Campeonato Mundial de Futebol Sub-16 de 1987
O Campeonato Mundial de Futebol Sub-16 de 1987 foi disputado no Canadá entre 12 e 25 de julho. Esta foi a segunda edição da competição, e a primeira vez ganha pela União Soviética.

## Selecções
| CAF (África) - Costa do Marfim - Egito - Nigéria AFC (Ásia) - Coreia do Sul - Catar - Arábia Saudita | UEFA (Europa) - França - Itália - União Soviética CONCACAF (América do Norte, Central e Caribe) - México - Estados Unidos | CONMEBOL (América do Sul) - Bolívia - Brasil - Equador OFC (Oceânia) - Austrália País anfitrião - Canadá |

## Árbitros
| AFC (Ásia) - Itzhak Ben Itzhak - Ibrahim Al-Jassas - Lee Do-Ha - Jassim Mandi CAF (África) - Simon Bantsimba - Mohamed Hafez - Naji Jouini CONCACAF (América do Norte, Central e Caribe) - Arturo Brizio Carter - David DiPlacido - Antonio Evangelista - Berny Ulloa Morera | CONMEBOL (América do Sul) - Jorge Orellano - Juan Ortube - José Roberto Wright UEFA (Europa) - Países Baixos John Blankenstein - Escócia Kenneth Hope - União Soviética Alexey Spirin OFC (Oceânia) - Ken Wallace |

## Matches

### Grupo A
| Selecção | J | V | E | D | GM | GS | +/- | Pts |
| -------- | - | - | - | - | -- | -- | --- | --- |
| Itália   | 3 | 2 | 1 | 0 | 5  | 1  | 4   | 5   |
| Catar    | 3 | 2 | 1 | 0 | 4  | 2  | 2   | 5   |
| Egito    | 3 | 1 | 0 | 2 | 3  | 2  | 1   | 2   |
| Canadá   | 3 | 0 | 0 | 3 | 1  | 8  | -7  | 0   |

| 12 de Julho de 1987 | Itália                           | 3–0       | Canadá | Toronto                                       |
| 14:00               | Melli 22' Pessotto 36' Gallo 68' | Relatório |        | Público: 13,500 Árbitro: Arturo Brizio Carter |

| 12 de Julho de 1987 | Catar      | 1–0       | Egito | Toronto                                   |
| 16:00               | Hassan 21' | Relatório |       | Público: 13,500 Árbitro: Dilvo Di Placido |

| 14 de Julho de 1987 | Itália         | 1–1       | Catar      | Toronto                                |
| 18:00               | Cappellini 67' | Relatório | Khairi 76' | Público: 5,200 Árbitro: Jorge Orellana |

| 14 de Julho de 1987 | Canadá | 0–3       | Egito                              | Toronto                                 |
| 20:00               |        | Relatório | Hussain 14' Musaed 48' Ramadan 53' | Público: 5,200 Árbitro: Kenneth Wallace |

| 16 de Julho de 1987 | Itália    | 1–0       | Egito | Toronto                                   |
| 17:45               | Gallo 69' | Relatório |       | Público: 6,500 Árbitro: John Blankenstein |

| 16 de Julho de 1987 | Canadá      | 1–2       | Catar                 | Toronto                             |
| 19:45               | Titotto 25' | Relatório | Youssef 3' Sowaid 23' | Público: 6,500 Árbitro: Juan Ortube |

### Grupo B
| Selecção        | J | V | E | D | GM | GS | +/- | Pts |
| --------------- | - | - | - | - | -- | -- | --- | --- |
| Costa do Marfim | 3 | 2 | 1 | 0 | 3  | 1  | 2   | 5   |
| Coreia do Sul   | 3 | 1 | 1 | 1 | 5  | 4  | 1   | 3   |
| Equador         | 3 | 1 | 0 | 2 | 1  | 2  | -1  | 2   |
| Estados Unidos  | 3 | 1 | 0 | 2 | 3  | 5  | -2  | 2   |

| 12 de Julho de 1987 | Costa do Marfim | 1–1       | Coreia do Sul     | St. John's                                 |
| 18:00               | Dea 9'          | Relatório | Shin Tae Yong 53' | Público: 1,000 Árbitro: Berny Ulloa Morera |

| 12 de Julho de 1987 | Estados Unidos | 1–0       | Equador | St. John's                          |
| 20:00               | Crawley 47'    | Relatório |         | Público: 1,000 Árbitro: Naji Jouini |

| 14 de Julho de 1987 | Costa do Marfim | 1–0       | Estados Unidos | St. John's                           |
| 18:00               | Bassole 52'     | Relatório |                | Público: 2,200 Árbitro: Jassim Mandi |

| 14 de Julho de 1987 | Coreia do Sul | 0–1       | Equador   | St. John's                                |
| 20:00               |               | Relatório | Ramos 47' | Público: 2,200 Árbitro: Itzhak Ben Itzhak |

| 16 de Julho de 1987 | Costa do Marfim | 1–0       | Equador | St. John's                                 |
| 18:00               | Traore 68'      | Relatório |         | Público: 2,250 Árbitro: Berny Ulloa Morera |

| 16 de Julho de 1987 | Coreia do Sul                                                      | 4–2       | Estados Unidos       | St. John's                          |
| 20:00               | Ro Jung Koon 25' Shin Tae Yong 50' Lee Tae Hong 65' Kim In Wan 72' | Relatório | Snow 40' Deering 48' | Público: 2,250 Árbitro: Naji Jouini |

### Grupo C
| Selecção       | J | V | E | D | GM | GS | +/- | Pts |
| -------------- | - | - | - | - | -- | -- | --- | --- |
| Austrália      | 3 | 2 | 0 | 1 | 3  | 4  | -1  | 4   |
| França         | 3 | 1 | 1 | 1 | 4  | 3  | 1   | 3   |
| Arábia Saudita | 3 | 1 | 1 | 1 | 2  | 1  | 1   | 3   |
| Brasil         | 3 | 0 | 2 | 1 | 0  | 1  | -1  | 2   |

| 13 de Julho de 1987 | Brasil | 0–0       | França | Montreal                          |
| 18:00               |        | Relatório |        | Público: 5,400 Árbitro: Lee Do Ha |

| 13 de Julho de 1987 | Arábia Saudita | 0–1       | Austrália  | Montreal                                    |
| 20:00               |                | Relatório | Horvat 71' | Público: 5,400 Árbitro: Antonio Evangelista |

| 15 de Julho de 1987 | Brasil | 0–0       | Arábia Saudita | Montreal                              |
| 18:00               |        | Relatório |                | Público: 4,400 Árbitro: Alexey Spirin |

| 15 de Julho de 1987 | França                                 | 4–1       | Austrália     | Montreal                                |
| 20:00               | Debeve 14', 23', 31' Rincon 24' (g.p.) | Relatório | Georgakis 73' | Público: 4,400 Árbitro: Simon Bantsimba |

| 17 de Julho de 1987 | Brasil | 0–1       | Austrália      | Montreal                          |
| 18:00               |        | Relatório | Richardson 74' | Público: 5,400 Árbitro: Lee Do Ha |

| 17 de Julho de 1987 | França | 0–2       | Arábia Saudita        | Montreal                              |
| 20:00               |        | Relatório | Zayed 18' Shalgan 34' | Público: 5,400 Árbitro: Alexey Spirin |

### Grupo D
| Selecção        | J | V | E | D | GM | GS | +/- | Pts |
| --------------- | - | - | - | - | -- | -- | --- | --- |
| União Soviética | 3 | 2 | 1 | 0 | 12 | 3  | 9   | 5   |
| Nigéria         | 3 | 1 | 1 | 1 | 4  | 4  | 0   | 3   |
| México          | 3 | 1 | 1 | 1 | 3  | 9  | -6  | 3   |
| Bolívia         | 3 | 0 | 1 | 2 | 6  | 9  | -3  | 1   |

| 12 de Julho de 1987 | União Soviética | 1–1       | Nigéria | Jeux Canada Games Stadium, St. John's     |
| 18:00               | Rusin 61'       | Relatório | Eke 79' | Público: 2,695 Árbitro: Jose Ramiz Wright |

| 12 de Julho de 1987 | México               | 2–2       | Bolívia                | Jeux Canada Games Stadium, St. John's |
| 20:00               | Landa 56' Romero 76' | Relatório | Lobo 50' Cristaldo 53' | Público: 2,695 Árbitro: Mohamed Hafez |

| 14 de Julho de 1987 | União Soviética                                                                  | 7–0       | México | Jeux Canada Games Stadium, St. John's |
| 18:00               | Matveev 13', 25' Nikiforov 31', 51' Mushinka 47' Kadyrov 64' Bezhenar 72' (g.p.) | Relatório |        | Público: 2,335 Árbitro: Kenneth Hope  |

| 14 de Julho de 1987 | Nigéria              | 3–2       | Bolívia                   | Jeux Canada Games Stadium, St. John's  |
| 20:00               | Osundo 24', 66', 77' | Relatório | Cristaldo 26' Arandia 70' | Público: 2,335 Árbitro: Essa Al-Jassas |

| 16 de Julho de 1987 | União Soviética                                           | 4–2       | Bolívia                           | Jeux Canada Games Stadium, St. John's |
| 18:00               | Nikiforov 28' Bezhenar 32' (g.p.) Asadov 44' Mushinka 50' | Relatório | Urquiza 59' (g.p.) Etcheverry 73' | Público: 3,300 Árbitro: Kenneth Hope  |

| 16 de Julho de 1987 | Nigéria | 0–1       | México     | Jeux Canada Games Stadium, St. John's     |
| 20:00               |         | Relatório | Rivera 55' | Público: 3,300 Árbitro: Jose Ramiz Wright |

## Fases finais
|  | Quartas de final         | Quartas de final         |                       |                 | Semifinais     | Semifinais     |  |  | Final                    | Final |
|  |                          |                          |                       |                 |                |                |  |  |                          |       |
|  | 19 de Julho - Toronto    |                          |                       |                 |                |                |  |  |                          |       |
|  |                          |                          |                       |                 |                |                |  |  |                          |       |
|  | Itália                   | 2                        |                       |                 |                |                |  |  |                          |       |
|  | Itália                   | 2                        | 22 de Julho - Toronto |                 |                |                |  |  |                          |       |
|  | Coreia do Sul            | 0                        |                       |                 |                |                |  |  |                          |       |
|  | Coreia do Sul            | 0                        | Itália                | 0               |                |                |  |  |                          |       |
|  | 19 de Julho - St. John's |                          | Itália                | 0               |                |                |  |  |                          |       |
|  |                          | Nigéria                  | 1                     |                 |                |                |  |  |                          |       |
|  | Costa do Marfim          | Nigéria                  | 1                     | 3               |                |                |  |  |                          |       |
|  | Costa do Marfim          |                          | 25 de Julho - Toronto | 3               |                |                |  |  |                          |       |
|  | Catar                    | 0                        |                       |                 |                |                |  |  |                          |       |
|  | Catar                    | 0                        | Nigéria (g.p.)        | 1 (2)           |                |                |  |  |                          |       |
|  | 19 de Julho - Montreal   |                          | Nigéria (g.p.)        | 1 (2)           |                |                |  |  |                          |       |
|  |                          | União Soviética          | 1 (4)                 |                 |                |                |  |  |                          |       |
|  | Austrália                | União Soviética          | 1 (4)                 | 0               |                |                |  |  |                          |       |
|  | Austrália                | 22 de Julho - St. John's |                       | 0               |                |                |  |  |                          |       |
|  | Nigéria                  | 1                        |                       |                 |                |                |  |  |                          |       |
|  | Nigéria                  | 1                        | Costa do Marfim       | 1               | Terceiro lugar | Terceiro lugar |  |  |                          |       |
|  | 19 de Julho - St. John's |                          | Costa do Marfim       | 1               | Terceiro lugar | Terceiro lugar |  |  |                          |       |
|  |                          | União Soviética          | 5                     |                 |                |                |  |  |                          |       |
|  | União Soviética          | União Soviética          | 5                     | 3               | Itália (a.p.)  | 1              |  |  |                          |       |
|  | União Soviética          |                          |                       | 3               | Itália (a.p.)  | 1              |  |  |                          |       |
|  | França                   | 2                        |                       | Costa do Marfim | 2              |                |  |  |                          |       |
|  | França                   | 2                        |                       |                 | 2              |                |  |  |                          |       |
|  |                          |                          |                       |                 |                |                |  |  | 24 de Julho - St. John's |       |
|  |                          |                          |                       |                 |                |                |  |  |                          |       |

### Quartos-finais
| 19 de Julho de 1987 | Itália                   | 2–0       | Coreia do Sul | Toronto                                  |
| 14:00               | Cappellini 52' Gallo 54' | Relatório |               | Público: 10,400 Árbitro: Kenneth Wallace |

| 19 de Julho de 1987 | Costa do Marfim                 | 3–0       | Catar | St. John's                                 |
| 14:00               | Bassole 16' Beda 52' Traore 66' | Relatório |       | Público: 1,500 Árbitro: Berny Ulloa Morera |

| 19 de Julho de 1987 | Austrália | 0–1       | Nigéria   | Montreal                                    |
| 14:00               |           | Relatório | Nwosu 59' | Público: 5,200 Árbitro: Antonio Evangelista |

| 19 de Julho de 1987 | União Soviética                   | 3–2       | França               | St. John's                                |
| 14:00               | Arutyunian 40', 60' Nikiforov 76' | Relatório | Adrian 49' Roche 65' | Público: 5,000 Árbitro: Jose Ramiz Wright |

### Semi-finais
| 22 de Julho de 1987 | Itália | 0–1       | Nigéria   | Toronto                                    |
| 20:00               |        | Relatório | Nwosu 63' | Público: 20,000 Árbitro: John Blankenstein |

| 22 de Julho de 1987 | Costa do Marfim | 1–5       | União Soviética                               | St. John's                                   |
| 19:00               | Traore 57'      | Relatório | Arutyunian 1', 38' Kasimov 10', 56' Rusin 77' | Público: 2,500 Árbitro: Arturo Brizio Carter |

### Terceiro lugar
| 24 de Julho de 1987 | Itália          | 1–2 (a.p.) | Costa do Marfim | St. John's                                  |
| 19:00               | Bocchialini 57' | Relatório  | Traore 17', 96' | Público: 1,000 Árbitro: Antonio Evangelista |

### Final
| 25 de Julho de 1987 | Nigéria    | 1–1 2-4 (g.p.) | União Soviética | Toronto                                    |
| 15:00               | Osundo 11' | Relatório      | Nikiforov 6'    | Público: 15,000 Árbitro: Jose Ramiz Wright |

## Premiações

### Campeões
| Campeão do Mundial Sub-16 da FIFA de 1987 UNIÃO SOVIÉTICA 1º título |

### Individuais
| Bota de Ouro  | Bola de Ouro  | Fair Play       |
| ------------- | ------------- | --------------- |
| Moussa Traoré | Philip Osundo | União Soviética |

## Melhores marcadores
| Team                                        | Players           | gols |
| ------------------------------------------- | ----------------- | ---- |
| União das Repúblicas Socialistas Soviéticas | Yuri Nikiforov    | 5    |
| Costa do Marfim                             | Moussa Traoré     | 5    |
| União das Repúblicas Socialistas Soviéticas | Sergei Arutyunian | 4    |
| Nigéria                                     | Philip Osondu     | 4    |